# チャールズ・シュナイダー
チャールズ・コンラッド・シュナイダー（Charles Conrad Schneider、1843年 - 1916年）は、橋梁を専門とした土木技術者である。

## 来歴
シュナイダーは、1843年にザクセン＝ヴァイマル＝アイゼナハ大公国（現・ドイツのテューリンゲン州）のアポルダ(Apolda)で生まれた。当時の名はカール・コンラッド・シュナイダー（Carl - ）であった。

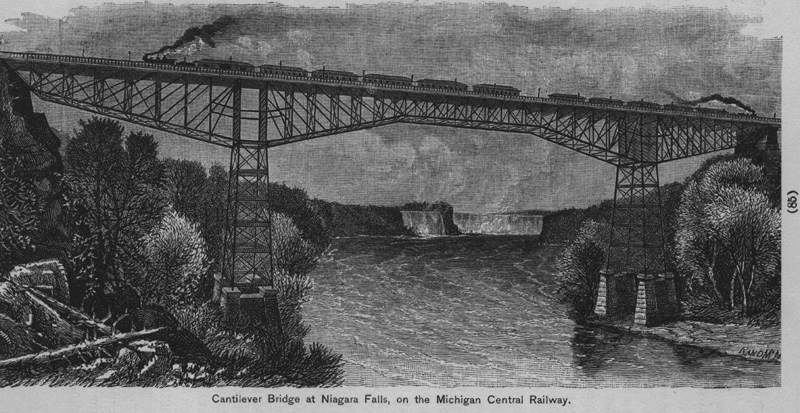
シュナイダーがチーフとして建設したナイアガラ・カンチレバー橋。

長じてアメリカ合衆国に移住し、ナイアガラ川のナイアガラの滝付近を横断する鉄道橋、ナイアガラ・カンチレバー橋(Niagara Cantilever Bridge)の設計のチーフとして活躍。この橋は1883年から使用され、列車の重量が増大して架け替えの必要に迫られた1925年まで使用された。また、1886年には自由の女神像の女神像部分のエンジニアとして活躍した。
1905年、シュナイダーは米国土木学会（ASCE）の代表に就任。シュナイダーは1905年と1908年の二度にわたりノーマン・メダル(Norman Medal)を受賞した。
1907年、ケベック橋建設中の崩壊事故の調査チームの代表となった。このケベック橋は、ともに日本の鉄道橋梁の設計にあたったセオドア・クーパーが設計した橋梁であった。
同年、シュナイダーはアメリカン・ブリッジのチーフ・エンジニアに就任。1910年頃、フレデリック・クンツ（Frederick C. Kunz）とともにフィラデルフィアに設計事務所を構えた。

## 日本の鉄道との関わり
日本では、鉄道創業時から技術面を担当してきたイギリス人のお雇い外国人、チャールズ・ポーナルが帰国した翌年の1897年（明治29年）より橋梁の設計を任された。当時、鉄道が全国的に発展していく途上であり、創業時の鉄道構造物の設計では荷重が小さすぎるなどの問題が生じており、橋梁の設計手法は経験に基づくだけで理論を重視せず、構造力学的には劣るイギリス式から、理論に基づいた設計で外見は華奢な部分がありながら構造力学的には勝るアメリカ式に移行しつつあった。この、設計がシュナイダーとクーパーに任された時点をもって、日本の鉄道橋は完全にアメリカ式に移行したと言えよう。

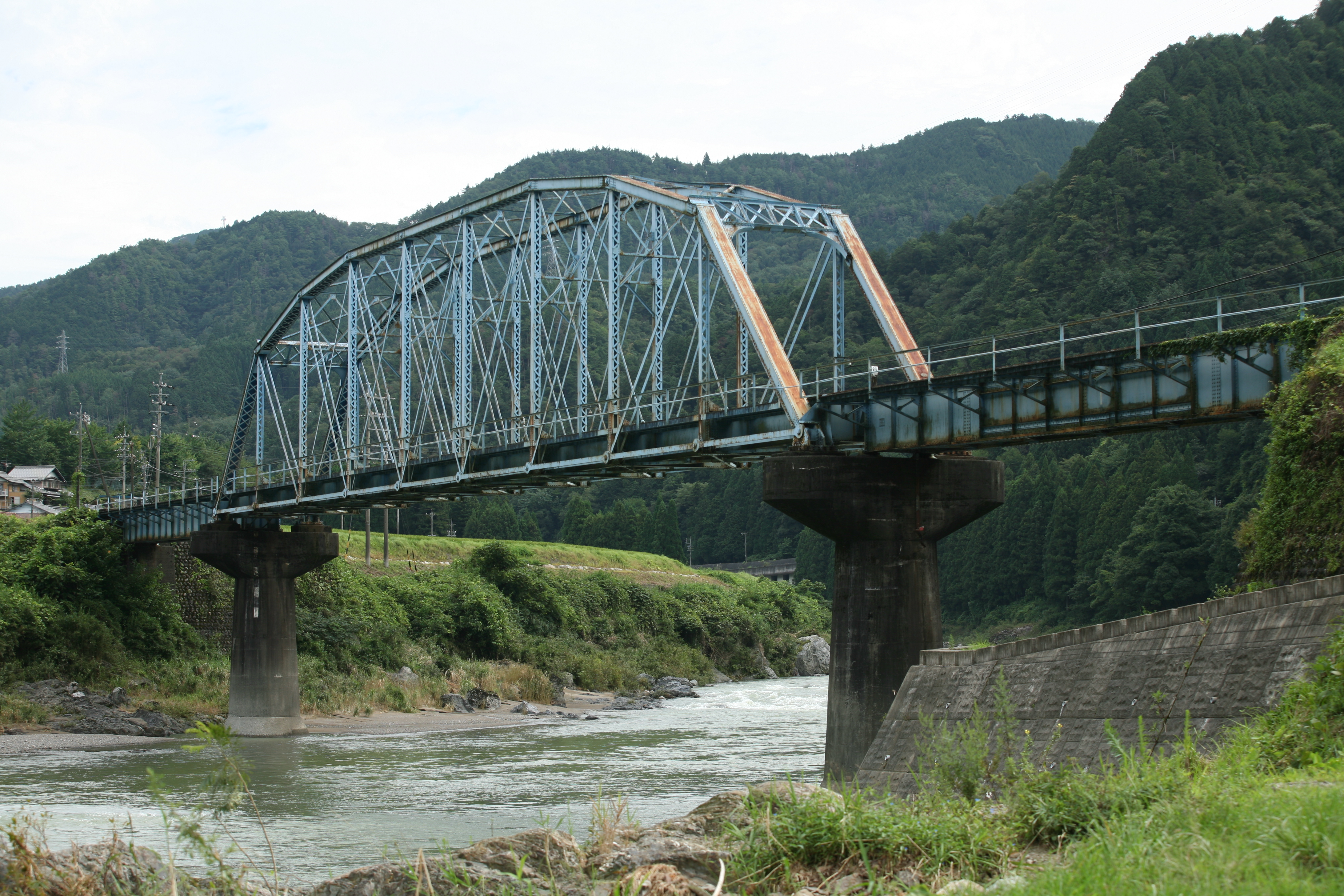
200フィートの第五長良川橋梁（長良川鉄道）。

シュナイダーとクーパーは新たに日本の鉄道のために各種トラス橋の標準設計を行った。これに基づき、約250連のトラス橋がアメリカン・ブリッジなどで製造された。その種類は下記の通りである。
- 支間100フィート（30.48メートル）の上路トラス・下路トラス

例）港第一号橋梁・港第二号橋梁（汽車道、複線下路平行弦プラットトラス）
- 支間150フィート（45.72メートル）の上路トラス・下路トラス

例）八敷代川橋梁（奥羽本線、上路平行弦プラットトラス。架け替えにより現存せず）
例）第一根尾川橋梁（樽見鉄道、下路平行弦プラットトラス）
- 支間200フィート（60.96メートル）の上路トラス・下路トラス

例）一ノ戸川橋梁（磐越西線、上路ボルチモアトラス）
例）第五長良川橋梁（長良川鉄道、下路曲弦プラットトラス）
例）龍騰断橋（台湾・総督府鉄道台中線、上路ボルチモアトラス。新竹・台中地震により崩落、架け替えにより現存せず）
- 支間300フィート（91.44メートル）の下路トラス

この標準設計でも採用されたピントラスは、斜材などの端部を円形にしたアイバーと呼ばれる形状に加工されており、その中心にピンを通すことで可動性を持たせてあるが、のちにアイバーの破損やピンの摩耗が生じ、国鉄はその対策に悩まされることになった。